# Epicratinus amazonicus
Epicratinus amazonicus là một loài nhện trong họ Zodariidae.
Loài này thuộc chi Epicratinus. Epicratinus amazonicus được Rudy Jocqué & Léon Baert miêu tả năm 2005.